# Самейру (Мантейгаш)
Самейру (порт. Sameiro) — район (фрегезия) в Португалии, входит в округ Гуарда. Является составной частью муниципалитета Мантейгаш. По старому административному делению входил в провинцию Бейра-Алта. Входит в экономико-статистический субрегион Бейра-Интериор-Норте, который входит в Центральный регион. Население составляет 460 человек на 2001 год. Занимает площадь 21,04 км².